# Itō
Pour les articles homonymes, voir Ito.
Itō (伊東市, Itō-shi) est une municipalité ayant le statut de ville, située dans la préfecture de Shizuoka, au Japon.

## Géographie

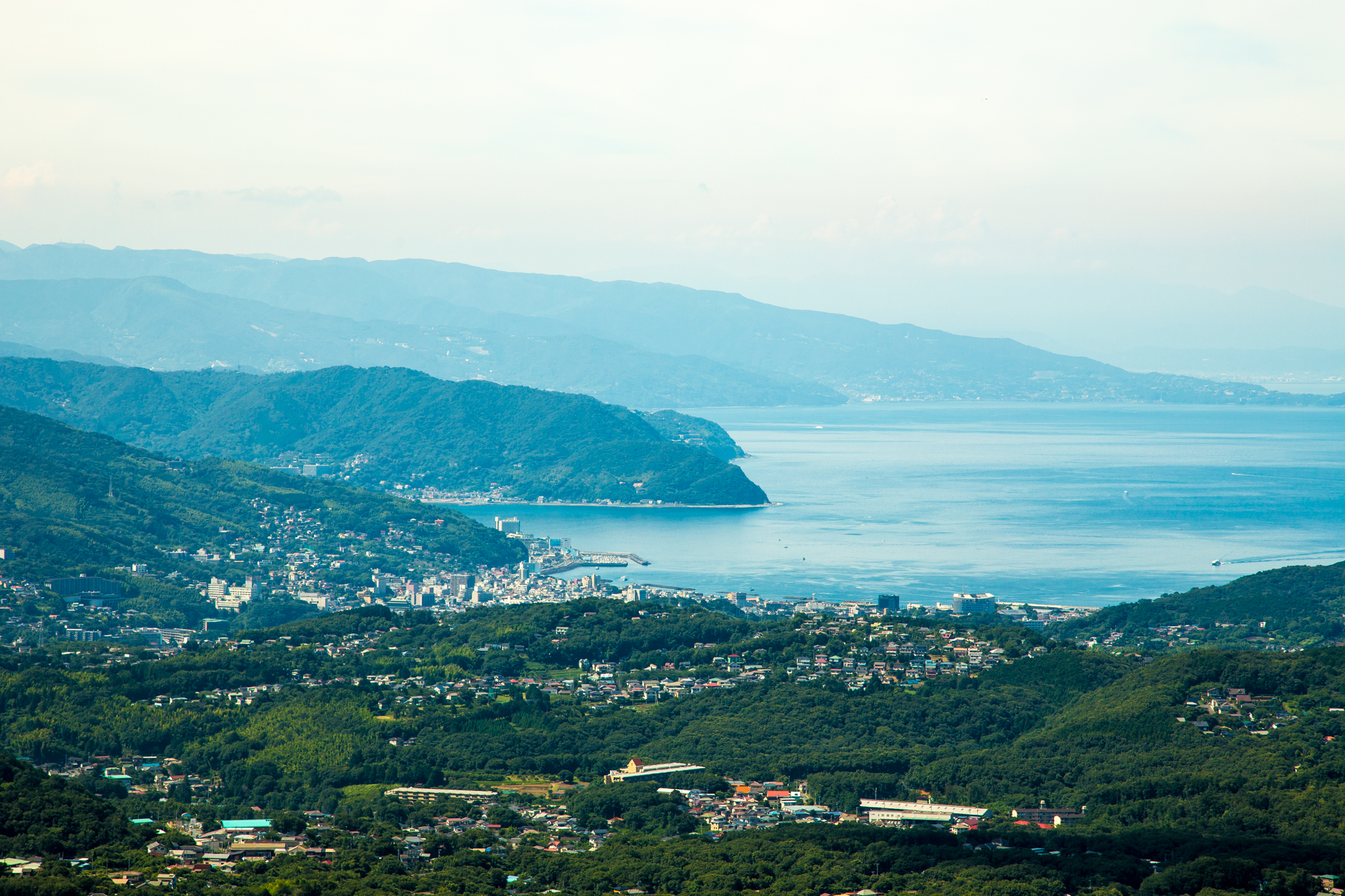
Panorama de la ville d'Itō.

### Situation
Itō est située dans le nord-est de la péninsule d'Izu, au bord de la baie de Sagami, sur l'île de Honshū, au Japon.

### Démographie
En juillet 2019, la population d'Itō était de 68 773 habitants, répartis sur une superficie de 124,10 km2.

## Histoire
Le village d'Itō a été officiellement fondé le 1er avril 1889. Itō devient un bourg le 1er janvier 1906 puis une ville le 10 août 1947.

## Économie

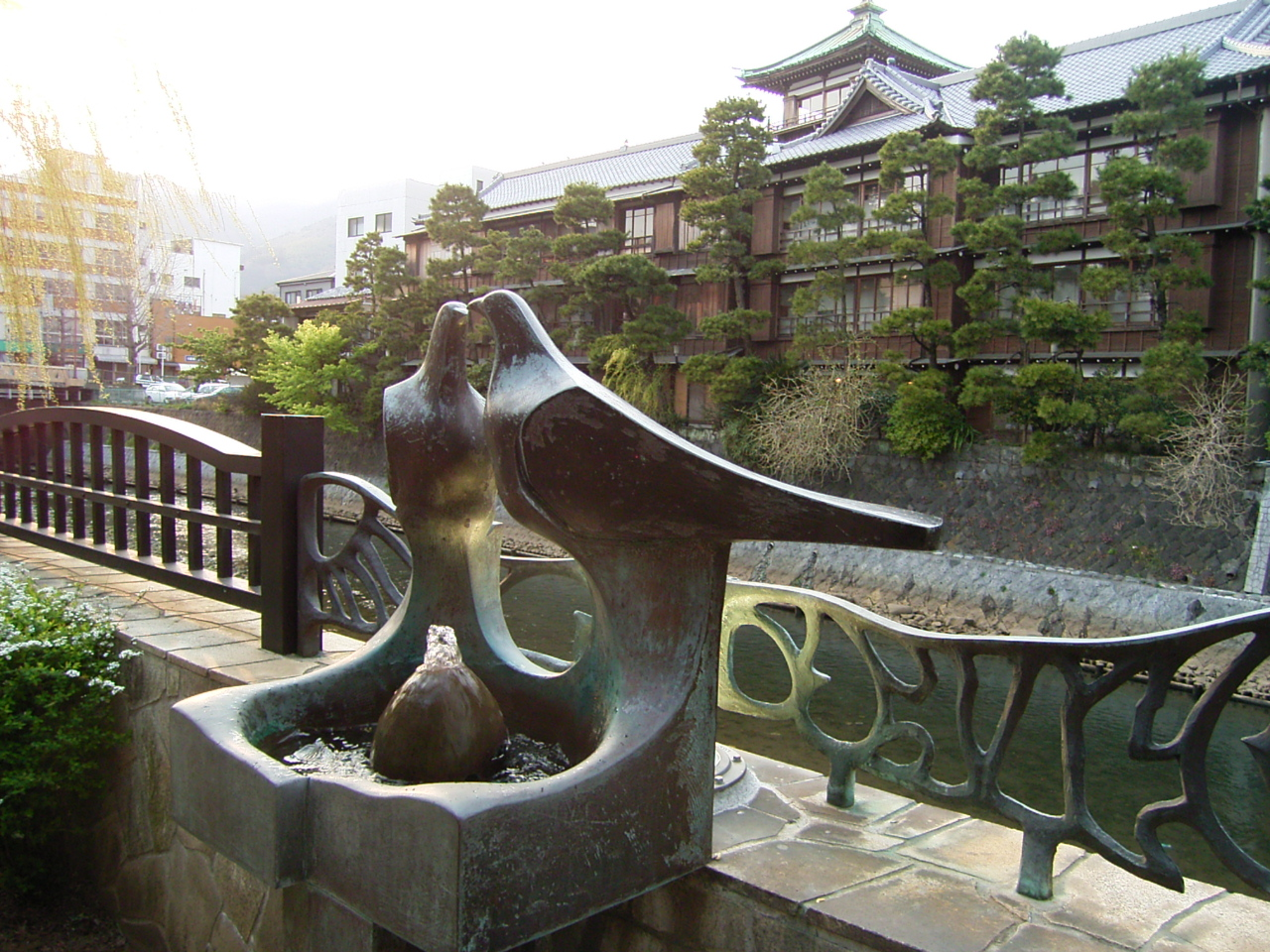
Sculpture derrière un onsen.

Le tourisme est une activité importante à Itō ; la ville est en effet une station balnéaire et abrite des onsen.

## Culture locale et patrimoine
Itō abrite une statue monumentale bouddhique de 50 m de haut : Kannon d'Usami.

## Transports
Itō est desservie par les lignes Itō (JR East) et Izu Kyūkō (Izukyū Corporation). La gare d'Itō est la principale gare de la ville.

## Jumelage
Itō est jumelée avec :
- Rieti (Italie)

## Personnalités liées à la municipalité
- Mokutarō Kinoshita (1885-1945), poète
- Ichirō Ogimura (1932-1994), pongiste

## Itō dans la fiction
L'histoire du manga Amanchu! se déroule principalement à Itō.
La ville d'Itō, plus précisément l'auberge Torinkan, apparaît dans le manga Thermae Romae[réf. nécessaire].